# André Tienelt
André Tienelt (* 24. November 1981 in Freital) ist ein deutscher Koch.

## Werdegang
Nach der Ausbildung im Restaurant Erbgericht in Cunnersdorf (Gohrisch) ging Tienelt 2001 zum Taschenbergpalais in Dresden, 2003 zum Romantik Hotel Pattis in Dresden und zum Restaurant Graugans im Hotel Hyatt in Köln. 2005 wechselte er zum Gourmet-Restaurant Dieter Müller (drei Michelinsterne) im Schlosshotel Lerbach in Bergisch Gladbach.
2007 wurde Tienelt Küchenchef im Restaurant Sendig im Hotel Elbresidenz in Bad Schandau, das mit einem Michelinstern ausgezeichnet wurde, bis das Hotel nach dem Elbhochwasser 2013 monatelang wegen Renovierung geschlossen werden musste.
Von September 2014 bis 2019 war Tienelt Küchenchef im Restaurant Wilder Ritter im Hotel Ritter in Durbach, das bis 2019 mit einem Michelinstern ausgezeichnet wurde.
Im Jahr 2019 wurde das Restaurant Wilder Ritter geschlossen und das Makidan im Ritter eröffnet, das nicht mehr mit einem Michelinstern ausgezeichnet wurde. Tienelt blieb gastronomischer Leiter.

## Auszeichnungen
- 2008–2013: Ein Michelinstern für das Restaurant Sendig in Bad Schandau
- 2014–2019: Ein Michelinstern für das Restaurant Wilder Ritter in Durbach